# Collodi
Collodi este un sat în nordul Italiei, care aparține de comuna Pescia.
Scriitorul Carlo Collodi (n. Carlo Lorenzini) și-a ales pseudonimul după numele acestui sat, de unde era originară mama sa.